# عامل مشدد (قانون)
العامل المشدد أو الظرف المشدد ، في القانون الجنائي هو «أي ظرف مصاحب لارتكاب الجريمة أو الضرر يزيد من ذنبها أو جسامتها أو يزيد من عواقبها الضارة، شرط أن يتجاوز العناصر الأساسية للجريمة أو الضر نفسه».
فالاعتداء المشدد مثل القتل أو الاغتصاب يميزه عادة عن الاعتداء البسيط وجود تعمد من قبل الجاني، ومدى الإضرار بالضحية، أو استخدام سلاح قاتل. والعامل المشدد هو أحد أشكال الظروف المحيطة وعلى العكس منه العامل المخفف الذي يقلل العقوبة.